# Rue Jean-Jaurès (Noisy-le-Sec)
Pour les articles homonymes, voir Rue Jean-Jaurès.
La rue Jean-Jaurès à Noisy-le-Sec est l'une des artères principales de cette ville, sur le tracé de la route départementale 117.

## Situation et accès

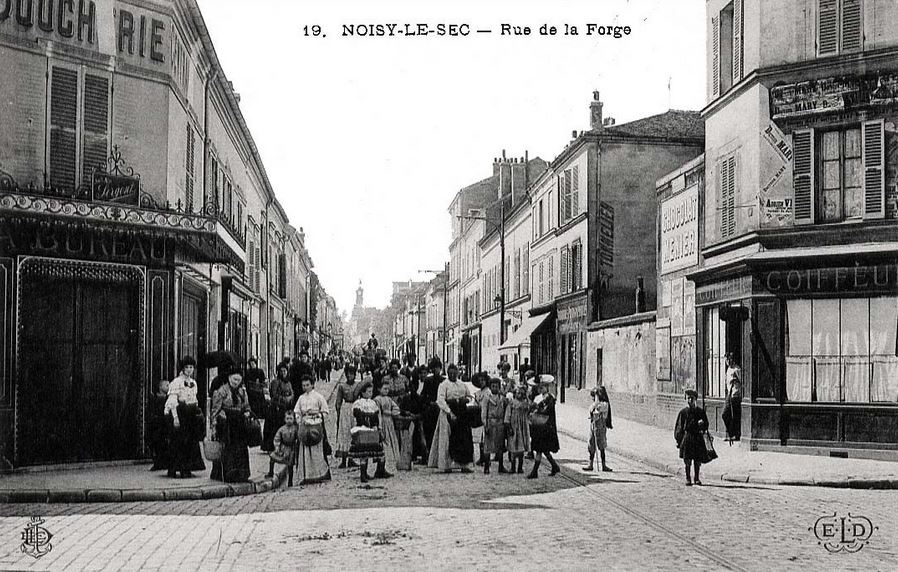
Noisy-le-Sec: Rue de la Forge.

Cette rue est desservie par la gare de Noisy-le-Sec, gare ferroviaire française des lignes de Paris-Est à Strasbourg-Ville.
Elle commence son tracé devant la gare, place Jean-Coquelin, point de convergence de l'avenue Gallieni (anciennement avenue de Bondy), de l'avenue de Bir-Hakeim et du boulevard de la République. Continuant son parcours rectiligne, elle rencontre notamment le boulevard Gambetta, la rue Carnot et la rue Henri-Barbusse.
Elle se termine place Jeanne d'Arc, où se rencontrent la rue de Brément, la rue Paul-Vaillant-Couturier et la  rue Anatole-France

## Origine du nom

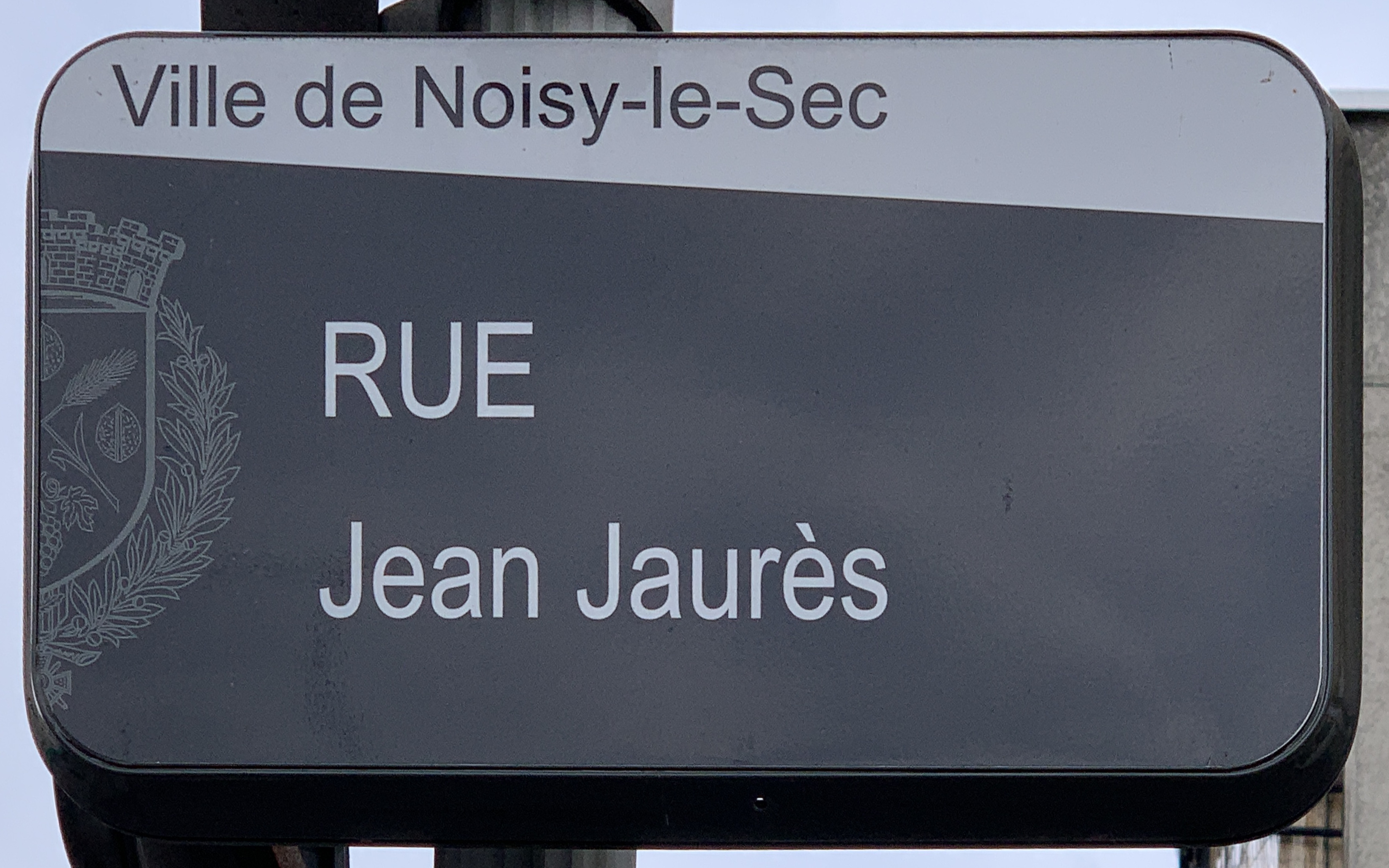
Plaque de la rue en 2021.

Elle rend hommage à Jean Jaurès (1859-1914), homme politique français.

## Historique

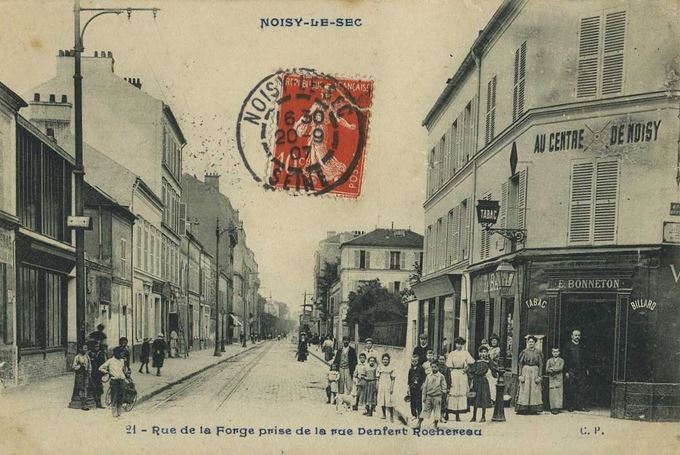
Rue de la Forge prise de la rue Denfert-Rochereau. Avant 1907.

La plus ancienne référence à cette voie de communication date de 1433, où il est fait mention d'un « chemin de la Forge »qui prendra ultérieurement le nom de rue de la Forge, lointain souvenir d'ateliers de travail du métal.
La rue Jean-Jaurès, qui a pris son nom en 1925, est historiquement un des axes commerciaux de la ville. La ville s'est développée autour de cette rue et de la rue du Merlan.
Le 18 avril 1944, la rue est victime de bombardements des Alliés.
En 1990, la réalisation de la ZAC Carnot, rendue nécessaire par l'augmentation de la population de la ville va durement affecter l'habitat ancien. De nombreux anciens commerces vont disparaître, ainsi que le cinéma L'Eden.

## Bâtiments remarquables et lieux de mémoire
- Square Jean-Jaurès[8].

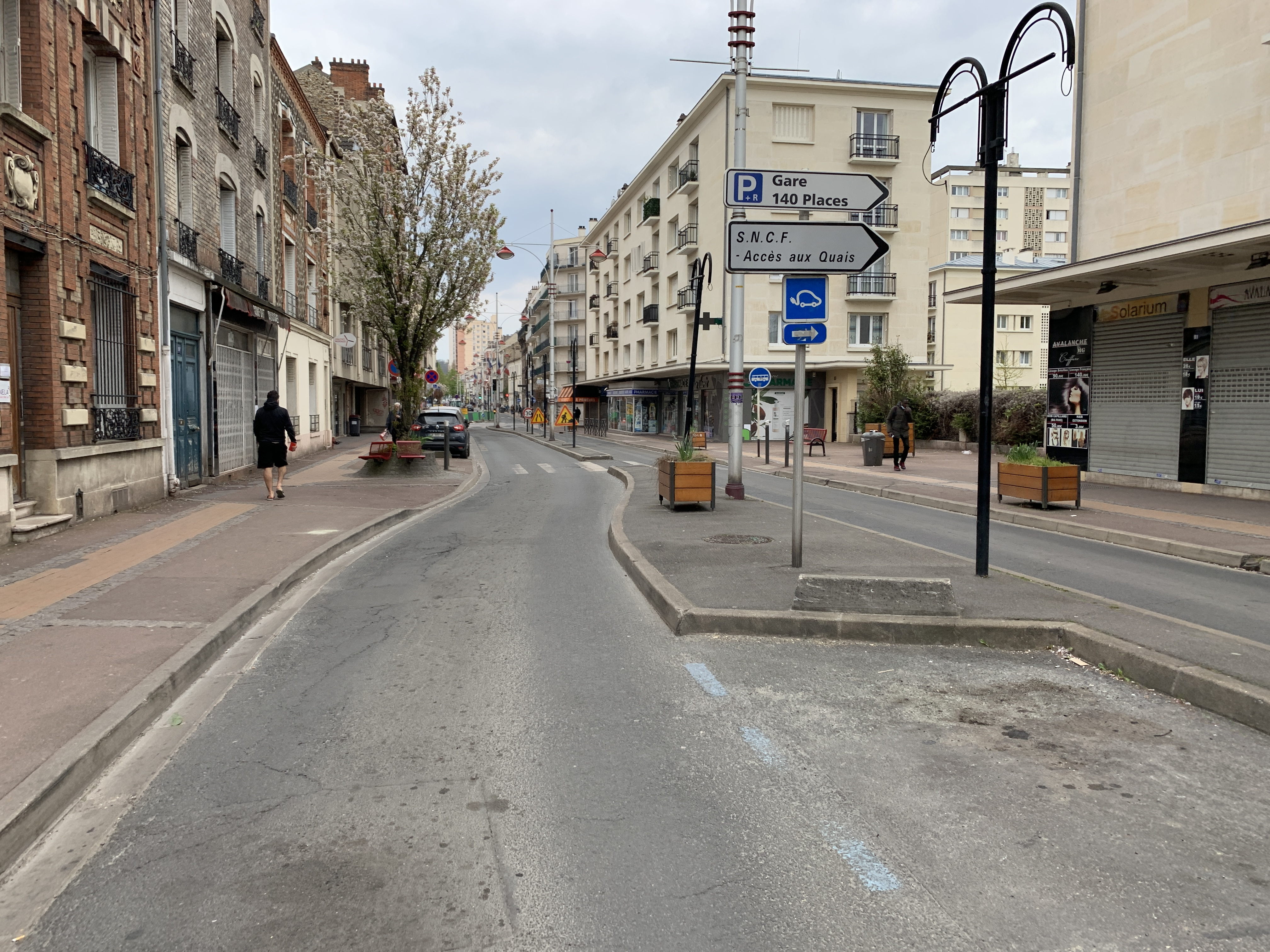
La rue en avril 2021.

- Aux numéros 108 à 112, un immeuble des années 1950, dans le style de Perret[9].
- Square Arnaud-Beltrame[10], anciennement square Carnot.
- Théâtre des Bergeries[11].